# Olivetti
Olivetti – włoski producent komputerów, drukarek oraz innych urządzeń biurowych. W Polsce dystrybutorem sprzętu marki Olivetti jest Digital Solutions Dystrybucja Polska sp. z o.o. (automatyka biurowa) oraz firma Printcom Sp. z o.o. (drukarki specjalistyczne).